# Список земноводных, занесённых в Красную книгу Казахстана
Список земноводных, занесённых в Красную книгу Казахстана.

## Отряд Хвостатые

### Семейство Углозубы
- Семиреченский лягушкозуб (Ranodon sibiricus)

## Отряд Бесхвостые

### Семейство Жабы настоящие
- Данатинская жаба (Bufo danatensis)

### Семейство Лягушки настоящие
- Сибирская лягушка (Rana amurensis)